# 133 Eskadra Myśliwska
133 eskadra myśliwska (133 em) – pododdział lotnictwa myśliwskiego Wojska Polskiego w II Rzeczypospolitej.

## Historia
133 eskadra myśliwska została sformowana na podstawie rozkazu L.dz. 2446/tjn. org. Ministra Spraw Wojskowych z dnia 7 lipca 1933 roku. Godłem eskadry był stylizowany biały kruk. Została zorganizowana na lotnisku Ławica w Poznaniu, w składzie III dywizjonu myśliwskiego 3 pułku lotniczego. Jednostka otrzymała z 131 em samoloty PWS-10.
W dniu 8 lipca 1934 roku w czasie lotu zginął kpr. pil. Jerzy Walentiej.
Wiosną 1935 roku eskadra przezbrojona została w samoloty PZL P-7a. W październiku 1937 roku eskadra została rozformowana. Personel eskadry wraz z samolotami przeniesiony został na lotnisko Skniłów, gdzie utworzył 162 eskadrę myśliwską.

## Dowódcy eskadry
- por. pil. Eugeniusz Zygmunt Sączewski (1933-1934)
- por. pil. Feliks Gazda (od 13 maja 1934)
- por. pil. Tadeusz Jeziorowski (od 15 IX 1937)